# Zoosemiótica
La zoosemiótica es la rama de la  biosemiótica que estudia los métodos que usan los animales para comunicarse entre sí.
La zoosemiótica es el estudio semiótico del uso de señales entre animales, más precisamente el estudio de la semiosis entre animales, es decir, el estudio de cómo algo llega a funcionar como signo para algún animal. Es el estudio de las formas animales de conocimiento.
Considerada parte de la biosemiótica, la zoosemiótica está relacionada con los campos de la etología y la comunicación animal. Fue desarrollado por el semiótico Thomas Sebeok basándose en las teorías del biólogo estonio alemán Jakob von Uexküll.
El ámbito se define por tener como tema todos aquellos procesos semióticos que son compartidos tanto por los animales como por los humanos. Este campo también se diferencia del campo de la comunicación animal en que también interpreta signos que no son comunicativos en el sentido tradicional, como el camuflaje, el mimetismo, el comportamiento de cortejo, etc. El campo también estudia la comunicación entre especies, por ejemplo entre humanos y animales.

## Definición
Se denomina zoosemiótica a la comunicación celular, biológica y animal; al intercambio de señales que se da entre los animales de cualquier especie.  Los animales tienen diferentes sistemas de emitir mensajes. Utilizan su sensibilidad y sus sentidos de olfato, vista, tacto, oído y gusto para emitir y recibir mensajes. Usan cuatro campos o sistemas de comunicación: el campo químico, el óptico, el táctil y el acústico. El uso de éstos, les permite abarcar olores, intensidad de la luz, movimientos y el escuchar con claridad y precisión si alguien se acerca o se aleja, etc. Por ejemplo; un perro guardián percibe claramente la presencia de extraños, sabe cómo avisar o atacar si es necesario defender a su compañero humano. Percibe claramente el olor de las personas conocidas y desconoce sin temor a equivocaciones cuando la persona que está cerca no es grata. La comunicación entre los humanos y animales de otras especies también es muy frecuente cuando se establece una relación entre ambos, como ocurre entre el perro y su compañero humano. El animal no humano aprende qué comportamientos son "buenos" y cuales no, y después a mantener un intercambio de afecto y lealtad indiscutible con algunas especies.
La comunicación generalmente es entre animales de una misma especie, pero también puede ocurrir entre dos animales de especies diferentes. Los animales se comunican mediante señales, que pueden ser visuales, auditivas, químicas —con la participación de feromonas— o táctiles. (fp)

## Hipótesis
La hipótesis principal de la zoosemiótica, asegura que todos los animales son sociales y que cada especie tiene sus propios medios de comunicación y manifiestan a través de ella su humor, época de celo, alegría, dolor, tristeza, etc. Esta ciencia se divide en: zoosemiótica pura que diseña los modelos que permiten estudiar los mensajes y señales que se emiten entre los animales de manera científica, la zoosemiótica descriptiva que estudia la comunicación entre las especies animales, como las señales que utilizan para elegir pareja, para llamar a sus crías o para alertar de la intromisión de seres extraños o de peligro.[cita requerida]

## Funciones de la comunicación animal
Una de las funciones importantes de la comunicación animal es reunir los sexos para la reproducción. El cortejo suele incluir rituales complejos, en los cuales uno o ambos participantes adoptan posturas con el objeto de "llamarse". En virtud de estos rituales, los participantes aprenden a reconocerse y a evaluar la conveniencia de aparearse con el otro. 
Otra función de la comunicación animal es con motivo de distanciarse de otros animales, como una forma de establecer límites territoriales y posiciones dentro de una jerarquía. Las jerarquías son determinadas mediante la agresión y la sumisión. En una manada de lobos, estos indican su sometimiento agachando el lomo, poniendo las orejas hacia atrás y colocando el rabo entre las patas traseras. 
En la defensa contra el ataque de rivales o predadores, muchas veces intervienen señales intensas o repentinas. Los mamíferos suelen emitir rugidos o gritos fuertes o graves cuando se sienten amenazados. Los conejos y los ciervos hacen señales con el rabo con el objeto de advertir a los demás de algún peligro inminente. 
Un individuo miembro de un grupo que ha encontrado una fuente de alimento suele transmitir esa información al resto de sus compañeros.

## Señales de comunicación
Las señales de comunicación adoptan distintas formas. Esto depende de lo que se quiera transmitir, la distancia que ésta tiene que recorrer y el hábitat de los animales en cuestión. Las señales pueden ser: 

### Químicas
Dependen del sentido del olfato y en algunas ocasiones del gusto. Estas señales pueden recorrer grandes distancias cuando son transportadas por las corrientes del aire, aunque sólo son percibidas a favor del viento. Las sustancias químicas específicas que producen efectos concretos se llaman feromonas. En las colonias de abejas, por ejemplo, la reina produce una feromona "real" que impide el desarrollo de los ovarios de las obreras. Las feromonas tienen una gran importancia en lo relativo a la atracción sexual. También se da esto en los perros ya que la hembra, en época de celo, suelta un olor que atrae al macho.

### Acústicas
Pueden variar de altura e intensidad con rapidez. Sirven para transmitir una amplia gama de información. Estas señales viajan en todas direcciones y el receptor las localiza con facilidad. Por ejemplo, los monos aulladores y algunas aves, ranas y sapos poseen grandes sacos vocales que aumentan considerablemente los sonidos que emiten. En los caso de los sapos, emiten un sonido para atraer a la hembra y otro para "avisar" a otros que él también es macho.

### Visuales
Muchos animales diferentes usan estas señales, que se pueden encender y apagar en un instante, aunque por lo general son útiles en determinadas horas del día. Suelen ser llamativas o consistir en movimientos bruscos. Una de las garras del cangrejo violinista macho es mayor que la otra, tiene colores fuertes y la sacude para atraer a las hembras. Los colores y diseños de las alas de las mariposas y de los machos de muchas aves atraen a sus compañeras en distancias cortas.

### Vibraciones
Actúan sólo en distancias muy cortas. Para indicar su presencia a las hembras, los machos de las arañas de estuche hacen vibrar sus membranas de un modo característico. Los machos de los heterópteros producen ondas en la superficie del agua para que sean detectadas por los machos rivales y las hembras potenciales. Los ratones topo golpean su cabeza contra el techo de sus túneles subterráneos para comunicarse con sus rivales o con sus parejas. Durante la época de reproducción, las hembras de los mosquitos mueven sus alas emitiendo una vibración.

### Eléctricas
Algunos peces que viven en los ríos lodosos de América del Sur y África usan señales eléctricas capaces de atravesar cuerpos sólidos. Son utilizadas para la agresión, para el cortejo y para orientarse.

### Danza de las abejas
La danza de la abeja se produce cuando una obrera recolectora o picoteadora encuentra una buena fuente de alimento cerca de la colmena, regresa y ejecuta encima del panal, una danza en forma de ocho aplastado.

## Comunicación humana y de otros animales
El interés de estos sistemas de comunicación radica en sus similitudes y diferencias con el lenguaje humano:
1. El lenguaje humano se caracteriza por tener doble articulación; es decir, las expresiones lingüísticas están formadas de elementos con contenido semántico (como los morfemas y las palabras), que están formadas a su vez por elementos de un conjunto restringido de sonidos (los fonemas), que carecen de significado per se. Por su parte, las señales de los sistemas de comunicación animal mayormente carece de este grado de estructura.
2. Las señales de los sistemas de comunicación de la mayoría de los animales suelen producirse como reacción a estímulos externos. Tampoco pueden hacer referencia a hechos alejados en el espacio o en tiempo (salvo, quizá, en el caso de la información transmitida por la danza de las abejas).
3. Los sistemas de comunicación animal habitualmente no se aprenden, sino que son completamente innatos e instintivos.
4. El lenguaje humano es creativo, porque permite siempre la creación de nuevas señales combinando elementos preexistentes. Esta capacidad combinatoria.